# Železniční most (Bernartice)
Železniční most v Bernarticích v okrese Trutnov byl postaven v roce 1868 a je kulturní památkou.

## Historie
Železniční most byl postaven nedaleko železniční zastávky Bernartice u Trutnova na železniční trati z Trutnova do Královce. Most ve výšce 29,04 m vede nad silnici a potokem Ličná. Vysoký násep ukončují vysoké opěrné pilíře s mohutnými šikmými křídly vystavěných z pískovcových kvádrů. Na prazích byla původně uložena konstrukce přímopásového příhradového Schifkornova nosníku s horní mostovkou dodaný Sobotínskými železárnami bratří Kleinů. Jedná se o stejnou konstrukci jako u mostu v Poříčí. V roce 1871 byla tato konstrukce nahrazena příhradovým nýtovaným nosníkem ze svářkové oceli a v roce 1941 plnostěnným nýtovaným nosníkem. Mostní konstrukce byla v roce 2015 nově natřena.

## Popis
Na prazích mostních pilířů je uložen plnostěnný nýtovaný nosník o délce 27 m, celková délka mostu je 38,5 m. Pod železnou konstrukcí kolmo k silnici je postaveno spodní mostové patro se dvěma sdruženými valenými segmentovými oblouky, které jsou vyzděné z kvádrového zdiva. Klenby jsou ve výšce sedm metrů nad úrovní silnice. Nad klenbami na nadezdívce je vodorovná profilovaná betonová římsa o délce cca 22 m se sloupky a zábradlím. Tato konstrukce má jen rozpěrnou funkci.